# Ormblomman från Samaria
Ormblomman från Samaria (ISBN 91-534-1947-2) är en deckarnovell av Håkan Nesser utgiven på ICA-kurirens förlag 1997. Novellen är specialskriven för tidningen ICA-kuriren och gick först som följetong i denna under sommaren 1997. Den har senare tryckts om i samlingen Från doktor Klimkes horisont från 2005.

## Handling
I centrum för historien står språkläraren Henry Maartens som en kväll blir uppringd av en gammal gymnasiekamrat vid namn Urban Kleerwot. De har inte setts på 30 år. Maartens tackar ja till att tillbringa några sommarveckor i en stuga tillsammans med Urban.